# Киракосян, Алексан Матевосович
Алексан Матевосович Киракосян — советский хозяйственный, государственный и политический деятель.

## Биография
Родился в 1918 году в селе Айгабац. Член КПСС с 1943 года.
С 1936 года — на хозяйственной, общественной и политической работе. В 1936—1986 гг. — преподаватель, учитель школы, участник Великой Отечественной войны, председатель райисполкома[каких?], первый секретарь нескольких райкомов КП Армении[каких?], заместитель заведующего, заведующий отделом, заместитель председателя бюро ЦК КП Армении по сельскому хозяйству, министр мясной и молочной промышленности Армянской ССР, заместитель, первый заместитель Председателя Совета Министров Армянской ССР.
Избирался депутатом Верховного Совета СССР 10-го созыва, Верховного Совета Армянской ССР 4-11 созывов.
В 2001 году было присвоено звание Почётный гражданин Еревана.
Умер в 2007 году.